# Nyizsnevartovszki repülőtér
A Nyizsnevartovszki repülőtér (IATA: NJC, ICAO: USNN) (orosz nyelven: Аэропорт Нижневартовск) nemzetközi repülőtér Oroszországban, amely Nyizsnyevartovszk közelében található. Éves utasforgalma 652 129 fő (2018).

## Futópályák
A repülőtér futópályái:
- 03/21

## Forgalom
Az utasforgalom az elmúlt években az alábbi módon változott:
| Utasok száma | 652 273 | 494 178 | 56 984 | 593 592 | 694 042 | 674 772 | 669 872 | 652 129 | 460 400 | 638 925 |
|              | 2008    | 2009    | 2011   | 2012    | 2014    | 2015    | 2017    | 2018    | 2020    | 2021    |

## Légitársaságok és úticélok
| Légitársaság   | Célállomások                                                              |
| -------------- | ------------------------------------------------------------------------- |
| Aeroflot       | Moscow–Sheremetyevo                                                       |
| IrAero         | Chelyabinsk, Irkutsk, Novosibirsk, Omsk                                   |
| Izhavia        | Izhevsk, Krasnodar, Simferopol, Surgut                                    |
| RusLine        | Krasnoyarsk–International, Yekaterinburg                                  |
| S7 Airlines    | Moszkva–Domogyedovo, Novosibirsk                                          |
| Somon Air      | Khujand                                                                   |
| Ural Airlines  | Dushanbe, Ganja, Khujand, Moscow–Zhukovsky , Osh, Ufa                     |
| Utair          | Khanty-Mansiysk, Krasnodar, Moscow–Vnukovo, Tyumen, Ufa Szezonális: Anapa |
| UVT Aero       | Bugulma, Kaliningrad, Kazan                                               |
| Yamal Airlines | Novosibirsk, Tyumen                                                       |